# Heinz Gärtner (Politikwissenschaftler)

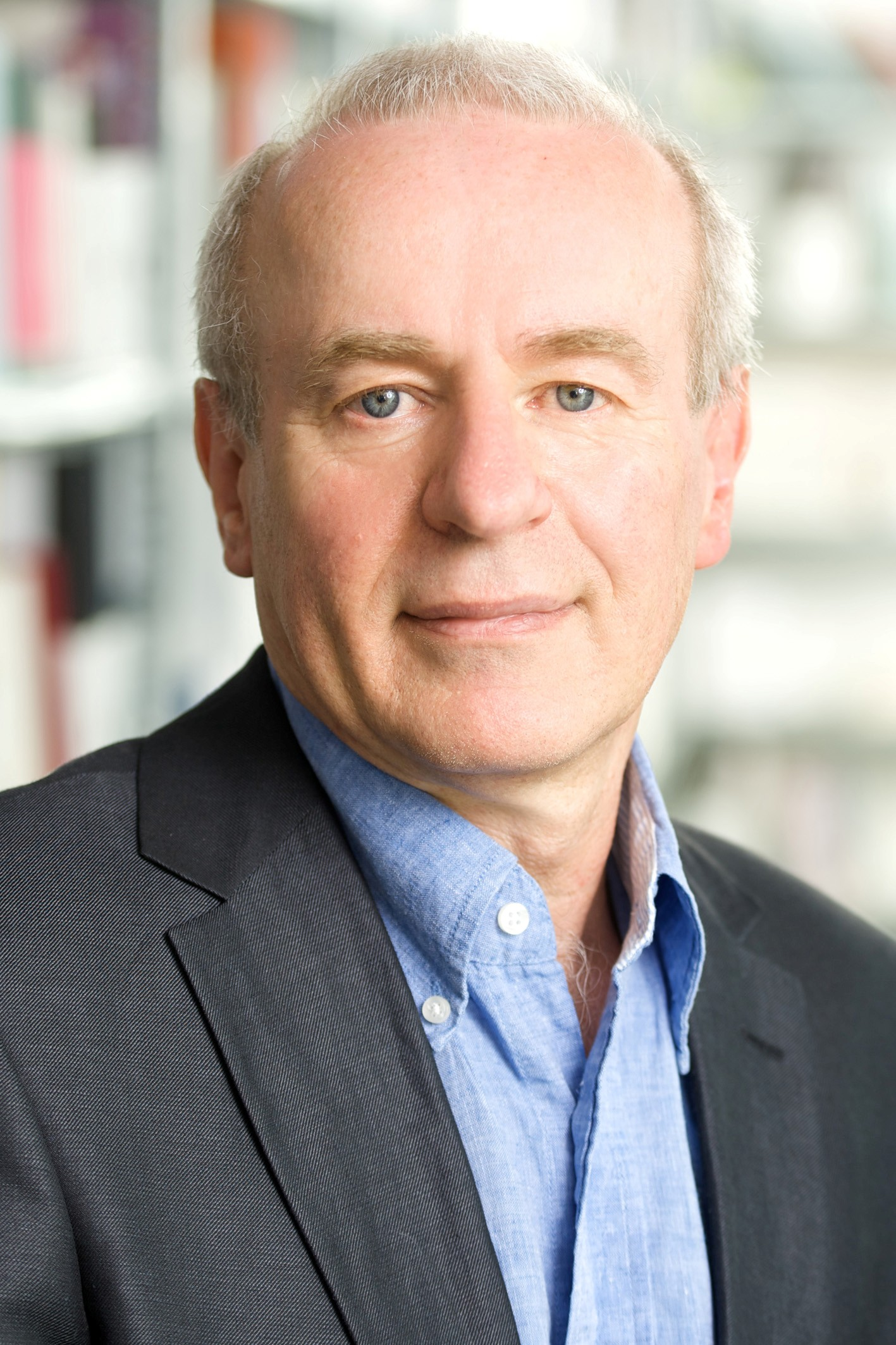
Heinz Gärtner, 2011

Heinz Gärtner (* 7. März 1951 in Pisweg, Kärnten) ist ein österreichischer Politikwissenschaftler und Publizist.

## Akademische Ausbildung
Nach dem Besuch des Bundes- und Bundesrealgymnasiums Klagenfurt legte er 1970 die Reifeprüfung ab. Es schloss sich ein neunmonatiger Präsenzdienst in Klagenfurt an. Ab 1971 studierte er Politikwissenschaft, Publizistik und Kommunikationstheorie an der Universität Salzburg. Im November 1977 promovierte er mit Auszeichnung mit dem Thema: „Elemente der Abhängigkeit und Kontinuität in Theorie und Politik der kommunistischen Partei Österreichs“. Im März 1990 erfolgte die Habilitation zum Universitätsdozenten an der Universität Innsbruck und am 10. Mai 2001 wurde ihm der Titel Universitätsprofessor verliehen.

## Berufliche Stellung
Heinz Gärtner ist seit 2017 Vorsitzender des Beirates des International Institute for Peace (IIP) in Wien sowie des Beirates Strategie und Sicherheit der Wissenschaftskommission des Österreichischen Bundesheeres. Heinz Gärtner ist seit 1983 Lektor an den Universitäten Wien, und der Donauuniversität Krems.
Von 2013 bis  2016 war Heinz Gärtner wissenschaftlicher Direktor des Österreichischen Instituts für Internationale Politik (OIIP). Von 1979 bis Dezember 2012 war er wissenschaftlicher Mitarbeiter des oiip. Von 1998 bis 2001 hatte er eine Gastprofessur am Institut für Politikwissenschaft an der Universität Wien. Er ist Herausgeber der Buchreihe Internationale Sicherheit beim Peter Lang Verlag.

## Internationale Forschungs- und Lehrtätigkeiten
- 2018 Johns Hopkins (The Austrian Marshall Plan Foundation, Washington DC)
- 2017 University of British Columbia, Vancouver
- Sommer 2012 Professorship am Freeman Spogli Institute for International Studies an der Stanford University, USA
- 2008 Fulbright Professorship am Center for International Security and Cooperation (CISAC) an der Stanford University, USA
- 2005 International Visitors Program an der University of New Haven (inklusive Teilnahme an Programmen in Yale und Hartford), USA
- 2001–2002 Visiting Austrian Professor (Austrian Chair) in Stanford, USA
- Herbst 2001 Fulbright Professorship, World Policy Institute, New York, USA
- Frühling 1999 International Visitor Program „Special IV Project Honoring 50th Anniversary of NATO,“ Washington, D.C. New York, Boston, USA
- 1994–1995 Vertretungsprofessur an der Universität Erlangen, Deutschland
- 1993 Visiting Fellow am Institute of International Relations, Vancouver, Kanada
- 1992 Visiting Fellow am St. Hugh’s College, Oxford, Großbritannien
- 1987–1989 Resident Fellow am Institute for East-West Security Studies, New York, USA

Zusätzlich hält Heinz Gärtner regelmäßig Vorträge an den Universitäten von Harvard, Stanford, Princeton, Columbia, Oxford und zahlreichen anderen amerikanischen, europäischen und asiatischen Universitäten und Forschungsinstituten. Außerdem unterrichtet er auch an der Landesverteidigungsakademie in Wien.

## Preise
- 2006 Jean Monnet Module Visiting Professor at the Institute for Transborder Studies, Kwantlen University College, British Columbia, Kanada
- 1998 erhielt Gärtner den Bruno Kreisky Anerkennungspreis für das Politische Buch für sein Buch „Modelle europäischer Sicherheit“.
- 1998 wurde das OIIP mit dem NATO „Manfred Wörner Fellowship“ ausgezeichnet.

## Berater- und Medientätigkeiten
- Heinz Gärtner kommentiert regelmäßig in internationalen und österreichischen Medien, unter anderem bei Al Jazeera, CNN, BBC, Indus News, AlAraby, PressTV, Al Arabia, Oe24, ORF, Rossija1, Sputnik News, RT (Russia Today).
- Gutachter verschiedener österreichischer und internationaler Zeitschriften wie Foreign Policy Analysis, British American Security Information Council (BASIC), International Politics, Contemporary Security Policy, Danube Review, Marshall Center Papers, Österreichische Zeitschrift für Politikwissenschaft, Iranian Council for Defending the Truth.

- 2010 arbeitete er am sozialdemokratischen Projekt Österreich 2020 mit
- 2009 war er Jurymitglied des Österreichischen Sicherheitsforschungsprogrammes KIRAS
- 2007 war er Gutachter des 7-EU Rahmenprogramms für den Bereich Sozial-, Wirtschafts- und Geisteswissenschaften
- 2007 war er Gutachter des COST Assessment Panel
- 2005 war er wissenschaftliches Mitglied der österreichischen Delegation des Wassenaar Abkommens im Rahmen der österreichischen Präsidentschaft
- Gutachter der Agentur für Qualitätssicherung durch Akkreditierung von Studiengängen (AQAS)
- 1997–2008 war er Mitglied der Kommission innerer und äußerer Sicherheit der sozialdemokratischen Partei

## Leitung von Großprojekten mit Drittmitteln
- 2010/2011 Projekt Die Verbreitung von nuklearem und radiologischem Material: Gefährdungspotential, Präventionsmöglichkeiten für Österreich, Fachgebiet Sozialwissenschaften, Teilgebiet: Politische Wissenschaft, Österreichische Nationalbank, Jubiläumsfonds[2]
- 2007/2008 (gemeinsam mit Otmar Höll) Schutz kritischer Infrastruktur, KIRAS, gefördert vom Infrastrukturministerium, Österreichisches Institut für Internationale Politik (oiip) und Landesverteidigungsakademie
- 2000/2001 Comprehensive Security, gefördert vom österreichischen Ministerium für Wissenschaft, Forschung und Bildung. Österreichisches Institut für Internationale Politik (oiip)

## Ausgewählte Funktionen und Mitgliedschaften
- Mitglied des wissenschaftlichen Beirats verschiedener Zeitschriften:  International Politics,  Political Science Review (PSR), Yearbook of International Security, Hemispheres, Global Concepts and Communications (GCC), iGlobal News, Islamic Political Thought, International Terrorism and Security,  Sicherheit und Frieden, Düsseldorfer Instituts für Außen- und Sicherheitspolitik (DIAS), Transatlantic Strategies for a more Secure World
- Fulbright Student Grant Commission in Österreich
- Commission on the Austrian Chair in Stanford
- Mitgliedschaft in der International Studies Association (ISA)
- Österreichische Gesellschaft für Politikwissenschaft
- 2006 bis 2010 Mitglied der Steering Group der Standing Group on International Relations des European Consortium for Political Research

## Neuere Bücher
- Das Nuklearabkommen mit dem Iran, (Lit-Verlag: Münster, 2021, forthcoming)
- Neutrality in the International System, edited by Pascal Lottaz and Heinz Gärtner and Herbert Reginbogin (Lexington: New York, 2022, forthcoming).
- China and Eurasia: Rethinking Cooperation and Contradictions in the Era of Changing World Order, edited by Mher D Sahakyan and Heinz Gärtner (Routledge: London & New York, 2021)
- Iran in the International System – Iran between Great Powers and Great Ideas, Heinz Gärtner and Mitra Shamoradi (ed.), (Routledge: London & New York, 2020)
- Neutral Beyond the Cold: The Value of Neutral States to the Post-Cold War International System Pascal Lottaz, Heinz Gärtner, and Herbert Reginbogin (ed.), European University Press 2021 (forthcoming)
- Internationale Sicherheit und Frieden: Definitionen (International Security and Peace), (Nomos: Baden-Baden, 2005) Neuauflage 2023
- Der Kalter Krieg (The Cold War), (Marix-Wissen: Wiesbaden, 2017)
- Engaged Neutrality: An evolved Approach to the Cold War, Heinz Gärtner (ed.), (Lexington/Rowman & Littlefield: Lanham, Maryland, 2017)

- Democracy, Peace, and Security, Lessons Learned from 1914 and 1815, Heinz Gärtner & Jan Willem Honig & Hakan Akbulut (ed.), (Lexington/Rowman & Littlefield: Lanham, Maryland, 2015)
- Die USA und die neue Welt (The USA and the New World), (Lit-Verlag: Münster), 2014 (2nd updated edition)

- Der amerikanische Präsident und die neue Welt (Lit-Verlag: Münster, 2012)
- Obama And The Bomb: The Vision Of A World Free Of Nuclear Weapons (ed.), (Peter Lang publisher: Frankfurt-New York-Vienna, 2011)
- Obama: Weltmacht – auf neuen Wegen, (Lit-Verlag: Münster, 2010 – dritte überarbeitete und aktualisierte Auflage, erste Auflage, 2008)
- Internationale Sicherheit – Definitionen von A–Z, (Nomos: Baden-Baden, 2008 – zweite überarbeitete und aktualisierte Auflage – erste Auflage, 2005)
- European Security and Transatlantic Relations after September 11 and the Iraq War, Heinz Gärtner/Ian Cuthbertson (ed.) (Palgrave-MacMillan: Houndmills, 2005)
- Small States and Alliances, Heinz Gärtner/Erich Reiter (ed.), (Springer: Berlin, 2001)
- Europe’s New Security Challenges, Heinz Gärtner/Adrian Hyde-Price/Erich Reiter (ed.), (Lynne Rinner: Boulder/London, 2001)